# 山名沢湖
山名 沢湖（やまな さわこ、6月24日 - ）は、日本の漫画家。千葉県出身、現在は静岡県浜松市在住。女性、既婚。

## 概要
1997年、講談社の少女漫画雑誌「Amie」（1997年5月号）にて『夏休みが待ち遠しい』でデビュー（単行本『白のふわふわ』に収録）。初期は「なかよし」などの少女誌で短編を主に執筆し、その後少年画報社の「アワーズライト」や双葉社の「コミックハイ!」、「漫画アクション」などの青年誌、その他竹書房や芳文社の4コマ雑誌、講談社の「Kiss PLUS」などでも作品を発表している。
2003年1月に初単行本『いちご実験室』を刊行。以降、2016年11月現在で計19冊の単行本（うち1冊は既刊の完全版）が発行されている。
2009年夏に出産。その育児について綴った同人誌もある。

## 作品リスト
- 『いちご実験室』講談社〈KCDX〉、2003年1月6日発行、ISBN 978-4-06-334662-6
- 『委員長お手をどうぞ』双葉社〈アクションコミックス〉全2巻（『コミックハイ！』Vol.1 - Vol.7）
  - （完全版）太田出版、2012年、全1巻
- 『白のふわふわ』エンターブレイン〈BEAM COMIX〉、2004年11月25日、ISBN 978-4-7577-2071-8
- 『スミレステッチ』エンターブレイン〈BEAM COMIX〉、2004年11月25日、ISBN 978-4-7577-2061-9
- 『レモネードBOOKS』竹書房〈バンブー・コミックス〉全3巻
  1. 2006年1月27日、ISBN 9784812464304
  2. 2006年12月16日、ISBN 9784812465462
  3. 2007年8月27日、ISBN 9784812467329
- 『でりつま』双葉社〈アクションコミックス コミックハイブランド〉、2006年2月25日、ISBN 978-4-575-93999-6
- 『つぶらら』双葉社〈アクションコミックス コミックハイブランド〉全4巻
  1. 2006年11月11日、ISBN 978-4-575-83306-5
  2. 2007年7月12日、ISBN 978-4-575-83379-9
  3. 2008年3月12日、ISBN 978-4-575-83458-1
  4. 2008年10月11日、ISBN 978-4-575-83537-3
- 『恋に鳴る』芳文社〈まんがタイムコミックスストーリー〉、2011年9月22日、ISBN 9784832250048
- 『花ちゃんとハンナさん』講談社〈KCデラックス Kiss〉、2013年12月13日、ISBN 978-4-06-376917-3
- 『少年☆少女☆レアカード』双葉社〈コミックハイ!〉全2巻
  1. 2014年9月10日、ISBN 978-4-575-84482-5
  2. 2015年7月11日、ISBN 978-4-575-84648-5
- 『結んで放して』双葉社〈アクションコミックス〉、2016年11月28日、ISBN 978-4-575-84885-4
- 文芸部の芥先輩（『恥ずかしそうな顔で年上のお姉さんにおっぱい見せてもらいたい 赤面おっぱいアンソロジー』2024年[8]） - アンソロジー寄稿作品。